# Національний парк Рісірі-Ребун-Саробецу

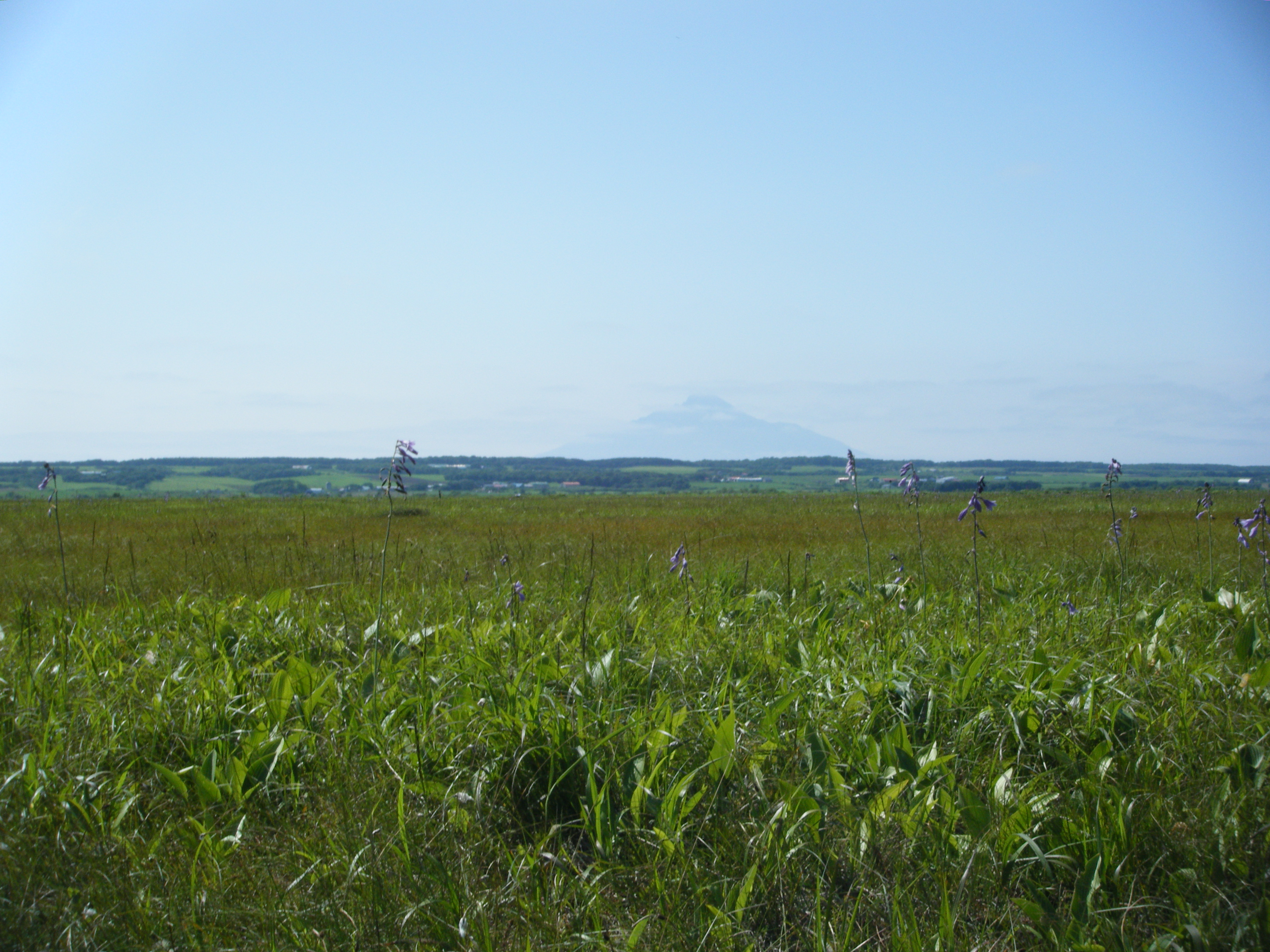
Хоккайдо, рівнина Саробецу

Національний парк Рісірі-Ребун-Саробецу (яп. 利尻礼文サロベツ国立公園, Rishiri Rebun Sarobetsu Kokuritsu Kōen) — національний парк на острові Рісірі, острові Ребун і прибережній зоні від Вакканай до Хоронобе на північно-західному краю Хоккайдо, Японія. Площа парку займає 212,22 км2 (81,94 кв. миль). Парк відомий своєю альпійською флорою та видом на вулканічні гори та райони, утворені морською ерозією. Парк оточений рибальськими угіддями, а прибережні райони парку багаті ламінарією. До прибережних районів національного парку можна дістатися з Японського національного шляху 40, відомого як національне шосе Вакканай, а до Рісірі та Ребун можна дістатися на поромі з Вакканая.

## Географія

### Острів Рісірі
Острів Рісірі (яп. 利尻島, Rishiri-tō), відділений від Хоккайдо протокою Рісірі, утворений конусоподібною вимерлою вулканічною вершиною гори Рісірі (1721 метр (5646 футів). Довжина острова становить 63 кілометри (39 миль) і займає 183 км2 (71 кв. миль).

### Острів Ребун
Острів Ребун (яп. 礼文島, Rebun-tō) розташований приблизно за 30 кілометрів (19 миль) на захід від Вакканаю на Хоккайдо. Острів 72 кілометри (45 миль) в окружності та охоплює 82 км2 (32 кв. миль). Ребун сягає найвищої висоти в Ребундаке.

### Рівнина Саробецу
Рівнина Саробецу (яп. サロベツ原野, Sarobetsu Gen'ya) — болотиста заплава в Японському морі, утворена річками Тесіо та Саробецу. Рівнина становить приблизно 17 кілометрів (11 миля) завдовжки і охоплює приблизно 150 квадратних кілометрів (58 миля2). Рівнина Саробецу має субарктичний клімат і складається з великих торф'яних боліт. Рівнину Саробецу було додано до Рамсарського списку водно-болотних угідь міжнародного значення у 2005 році як частину Рамсарської конвенції, міжнародного договору про збереження водно-болотних угідь.